# Kirchberg an der Jagst

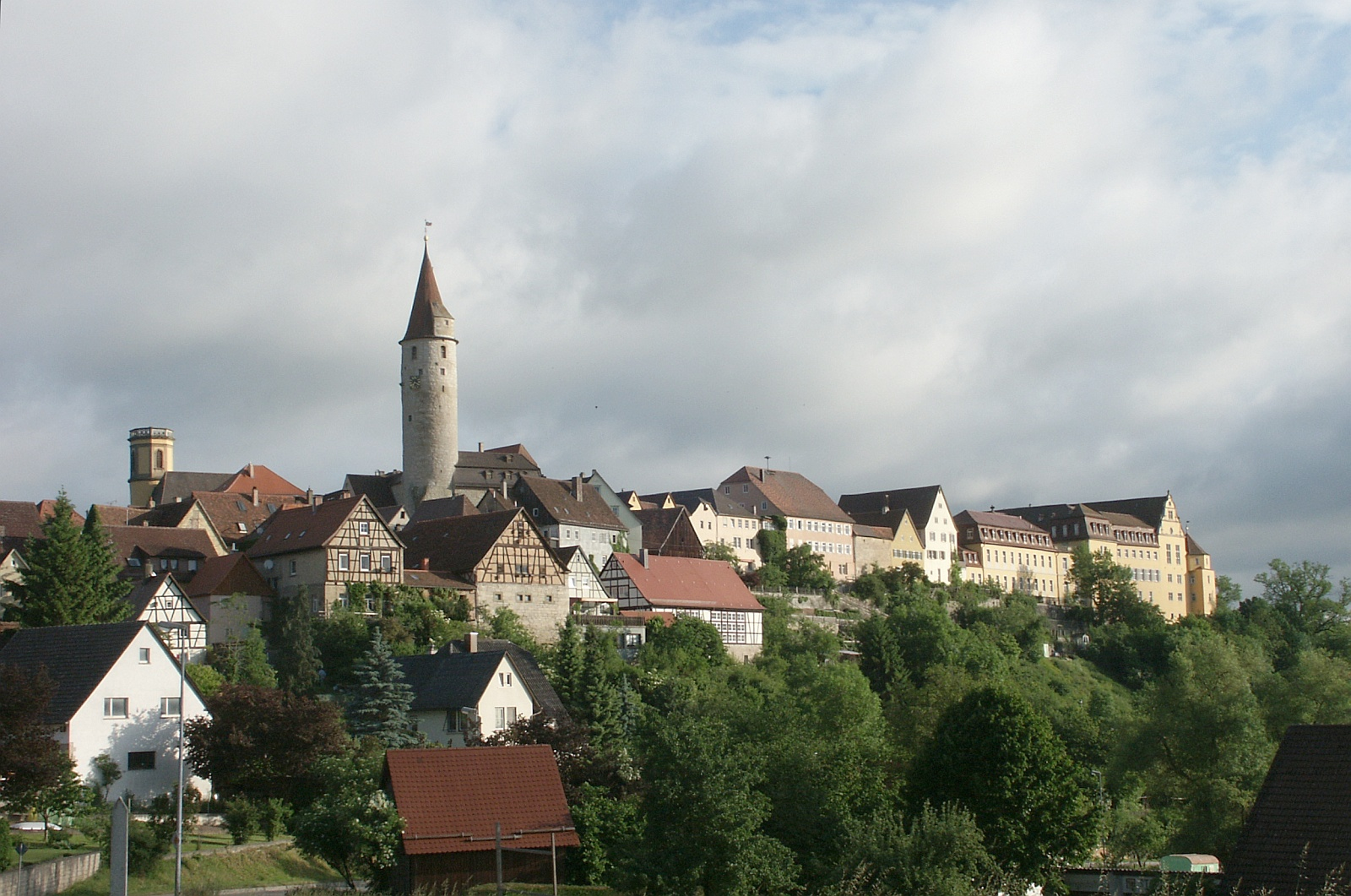
Phố cổ Kirchberg

Kirchberg an der Jagst là một thị xã thuộc huyện Schwäbisch Hall, trong bang Baden-Württemberg, nước Đức. Đô thị này nằm bên sông Jagst, 11 km về phía tây bắc Crailsheim.